# Parafia Podwyższenia Krzyża Świętego w Strzeszowie
Parafia Podwyższenia Krzyża Świętego w Strzeszowie – rzymskokatolicka parafia znajdująca się w dekanacie Wrocław północ I (Osobowice) w archidiecezji wrocławskiej. Obsługiwana przez księży diecezjalnych. Jej proboszczem od 2023 roku jest ks. Piotr Balewicz. Erygowana w 1994 roku.

## Parafialne księgi metrykalne
| Księgi metrykalne | Okres ewidencji |
| ----------------- | --------------- |
| chrztów           | od 1994         |
| ślubów            | od 1994         |
| zgonów            | od 1994         |